# ディッペルツ
ディッペルツ（ドイツ語: Dipperz）は、ドイツ連邦共和国ヘッセン州カッセル行政管区のフルダ郡に属す町村である（以下、本項では便宜上「町」と記述する）。

## 地理

### 位置
ディッペルツは、郡庁所在地フルダから東に約 10 km のレーン山地に位置している。
フルダ市に近い立地の良さと、レーン山地の美しい景観に近いことから、ディッペルツは人気の住宅地に発展した。

### 隣接する市町村
ディッペルツは、北と東はホーフビーバー、南東はポッペンハウゼン、南西はキュンツェル、北西はペータースベルク（いずれもフルダ郡）と境を接している。

### 自治体の構成
自治体ディッペルツは、アルメンホーフ、ディッペルツ、デルムバッハ、フィンケンハイン、フリーゼンハウゼン、コールグルント、ヴィッセルスロート、ヴォルフェルツの各地区およびアルシュベルク農場からなる。

## 歴史
ディッペルツは1261年に初めて文献に記録されている。フリーゼンハウゼン集落はこれよりもかなり古く、最初の文献記録は824年にまで遡る。

### 町域再編
ヘッセン州の地域再編に伴い、1972年8月1日に、それまで独立した町村であったアルメンホーフ、ディッペルツ、デルムバッハ (フルダ)、フィンケンハイン、フリーゼンハウゼン、コールグルント、ヴィッセルスロート、ヴォルフェルツの8町村から新たな自治体ディッペルツが成立した。当時の人口は2,300人であったと記録されている。

## 住民

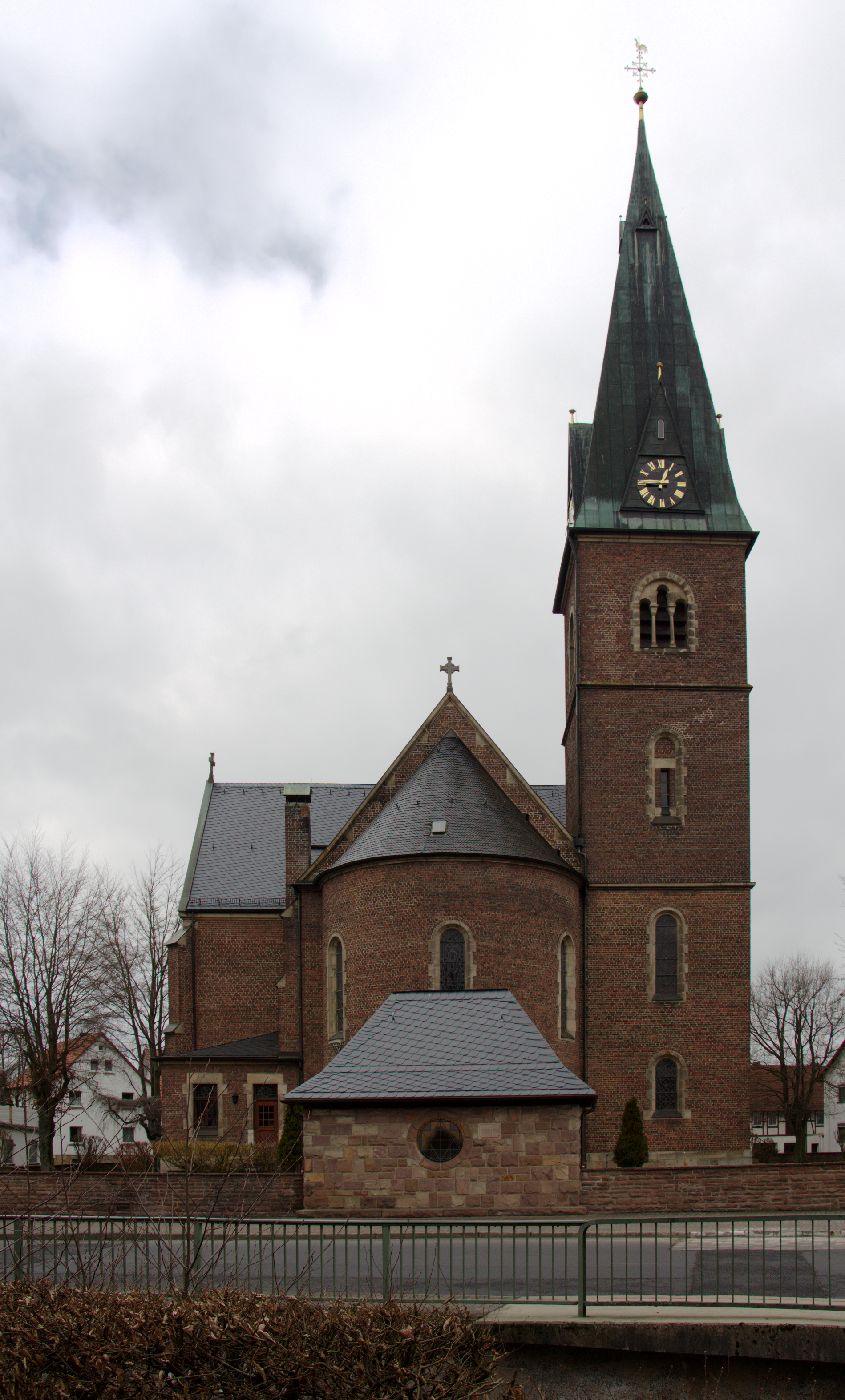
聖アントニウス教会

### 宗教
ディッペルツの住民の多数はカトリック信者である。レンガ造りのカトリック聖アントニウス教会は、1895年から1896年にネオゴシック様式で建設された。先代の教会が1892年に焼失したためである。ペータースベルク出身の彫刻家ヨハネス・キルシュはこの教会のために脇入り口上の2体の像を制作した。洗礼盤は後期ゴシック様式である。

## 行政

### 議会
ディッペルツの町議会は、15議席で構成されている。

## 関連文献
- Michael Mott (1990年11月8日). “Der älteste Taufstein unserer Heimat?/Entdeckung im Dipperzer Pfarrgarten: Das romanische Taufbecken aus der katholischen Schloßkirche ist eine einmalige Kostbarkeit”. Fuldaer Zeitung:  p. 10
- Michael Mott (1992年4月23日). “Der Tod eines alten Bauernhauses/Dem Verfall unwiderruflich preisgegeben/Einst des Bauern ganzer Stolz, heute eine Bauruine (Dipperz-Dörmbach)”. Fuldaer Zeitung:  p. 13
- Michael Mott. “Gotische Fischblasen als Zeitzeugen/"Stiefkinder" der Kunstgeschichte: Steine, die viel erzählen könnten/Ein Überbleibsel der alten Dipperzer Kapelle in der Friedhofsmauer”. Fuldaer Zeitung:  p. 13
- Hessischen Bibliographie の Dipperz に関する文献

これらの文献は、翻訳元であるドイツ語版の参考文献として挙げられていたものであり、日本語版作成に際し直接参照してはおりません。